# Rachel Griffiths
Rachel Griffiths (Rachel Anne Griffiths, Melbourne, 18 de dezembro de 1968) é uma atriz australiana.

## Biografia
Quando tinha 11 anos, seu pai abandonou a família para viver com uma jovem de 18 anos. Junto com seus irmãos, Rachel foi criada por sua mãe, que dava aulas de arte.
Casou com o artista Andrew Taylor e teve dois filhos - Banjo Patrick e Adelaide Rose.
Atuou em O Casamento de Muriel, O Casamento do Meu Melhor Amigo, A Sete Palmos, Hilary and Jackie e Ela Dança, Eu Danço.
Em 1999 recebeu uma indicação ao Óscar de Melhor Atriz (coadjuvante/secundária), por seu papel em Hilary and Jackie, uma indicação ao BAFTA de Melhor Atriz pelo mesmo filme. Recebeu o Globo de Ouro de melhor atriz coadjuvante em televisão por seu papel no seriado A Sete Palmos. Também ganhou o Screen Actors Guid Award junto com todo o elenco de A Sete Palmos.
Em 2002, Griffiths afirmou que ela era ateia. No entanto, em uma entrevista de 2015, ela revelou que era novamente uma católica praticante, a fé em que foi criada. 
Atua na série Brothers & Sisters como a empresária Sarah Walker. Rachel foi indicada duas vezes ao Emmy (2007 e 2008) e uma vez ao Globo de Ouro por esse papel.